# Congiura di Capaccio
La congiura di Capaccio, ordita già dal 1245 contro Federico II di Svevia e realizzatasi nel 1246 prende il nome dal castello di Capaccio dove convennero infine i cospiratori, all'avvenuta scoperta della congiura e dove se ne consumò l'epilogo nel luglio 1246.
Essa fu una delle tante che in quel periodo furono intentate ai danni dell'imperatore e che lo videro sempre vincitore.

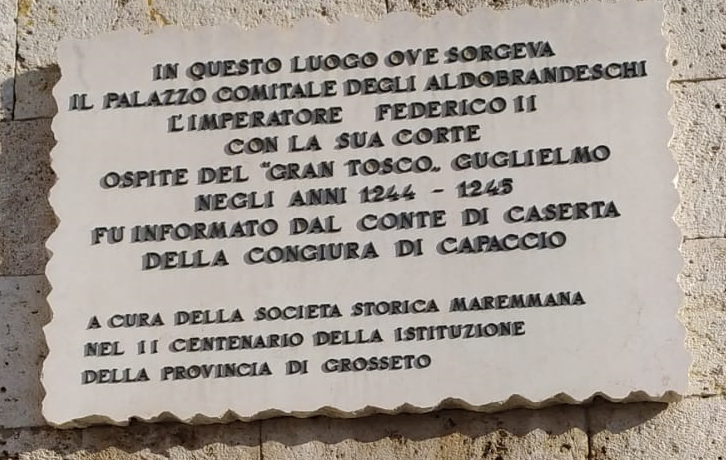
Targa storica a Grosseto sulla Congiura di Capaccio

## Congiurati
Alla congiura parteciparono, in buon numero, le famiglie più antiche e potenti dell'Italia meridionale, approfittando  dell'assenza di Federico II che si era ritirato nei pressi di Grosseto per una stagione di caccia. La congiura fu ordita da Papa Innocenzo IV, come dimostrato dal rinvenimento di diplomi papali compromettenti nel castello, oltre alle confessioni dei congiurati prima di essere giustiziati.
I capi erano tra le famiglie dei Fasanella, dei Francesco e dei Morra. Fra gli altri partecipanti si ricordano Bartolomeo D'Alice, Ruggero da Bisaccio, Guglielmo da Caggiano, Roberto de Caiano, Giovanni Capece, Francesco, Ottone e Riccardo da Laviano, Enrico, Nicola e Tommaso de Littera, Riccardo di Montefusco, Bartolomeo di Teora, ai quali si aggiunsero i già potenti Sanseverino e gli Eboli.

Non venivano invece dal principato Citra o da Salerno i congiurati Tommaso Saponara, Gisulfo de Mannia, Malgario Sorello e Andrea de' Cicala. Quest'ultimo ricopriva, dall'ottobre 1239, un'importante carica militare, cruciale per la sicurezza dei confini superiori del Regno di Sicilia, di cui fu «capitano della parte settentrionale», con amplissimi poteri, amministrativi e militari, inclusa la gestione e l'amministrazione delle strutture castellari.
L'obbiettivo era uccidere Federico II, il figlio Enzo ed Ezzelino.

## Soffocamento della rivolta
Tuttavia, Giovanni da Presenzano, uno dei congiurati, si pentì e tradì i suoi compagni informando Riccardo Sanseverino, conte di Caserta e futuro genero di Federico, della congiura. Questi comunicò a sua volta la notizia all'Imperatore, che cadde in una momentanea depressione, ritenendo di non meritare una sorte simile. Venuto a conoscenza della cospirazione, Federico II fece immediato ritorno nel Regno, mentre i suoi fedeli davano la caccia ai congiurati nelle rocche del Cilento in cui si erano rifugiati: fu presa Sala Consilina, mentre Altavilla Silentina fu rasa al suolo.
Fu a questo punto che Cicala, tradendo la fedeltà all'imperatore, diede scampo ai ribelli all'interno del castello di Capaccio, ritenuto inespugnabile. Appare certo, tuttavia, che egli morì già il 17 maggio, due mesi prima che si giungesse all'epilogo della sedizione.

### Assedio al castello di Capaccio
Federico cinse d'assedio il castello nell'aprile del 1246 e la fortezza cadde dopo tre mesi, nel caldo afoso di luglio. Federico II ottenne la vittoria perché riuscì a sabotare la grande cisterna maggiore, del castello medesimo, lasciando senza acqua i 150 uomini e le 20 donne che vi si erano riparati. I congiurati furono incarcerati andando incontro al giudizio dell'imperatore.

### Sorte dei congiurati e del castello
Terribile fu la punizione inflitta: rifacendosi al diritto romano, Federico II applicò la Lex Pompeia de parricidio, colpendoli come violenti e  parricidi. Incarcerati tutti gli uomini, ne ordinò l'accecamento e la mutilazione del naso e degli arti, quindi ne decretò la messa a morte con vari mezzi che si rifacevano agli elementi naturali, come contrappasso al loro agire contro natura: impiccati, destinati al rogo, a essere trascinati da cavalli, o chiusi in un sacco di vipere (poena cullei) e annegati (mazzeratura).
Le donne furono invece vendute come schiave a Palermo.

## Destino del castello
Emise anche un'ordinanza per la distruzione del castello stesso. Oggi si crede, invece, che essa fu disattesa e il castello distrutto qualche anno più tardi durante i Vespri siciliani (1282-1302), combattuti per terra e per mare dagli assedianti Aragonesi di Spagna contro il Regno di Napoli degli angioini, da quando, nel settembre del 1282, Pietro III di Aragona si era dichiarato a Palermo Re di Sicilia.